# 黃少澤
黄少泽（葡萄牙语：Wong Sio Chak，1968年9月—），澳门政治人物，生於廣東，曾是澳門檢察官公署檢察官，先後擔任澳門司法警察司副司長、澳門檢察院助理檢察長、澳門司法警察局局長。2014年起任澳门保安司司长兼國安委副主席。